# Cirrus floccus
Cirrus floccus este o specie de nor cirrus. Numele de cirrus floccus provine din latină, însemnând „șuviță de lână”. Cirrus floccus apare sub forma unor mici smocuri de nori, de obicei cu o bază zdrențuită. Norul poate avea o virga ce cade din el, dar precipitațiile nu ajung la sol. Smocurile individuale sunt de obicei izolate unele de altele. La formare, norii cirrus floccus sunt de un alb strălucitor și pot fi confundați cu norii altocumulus; cu toate acestea, după câteva minute, strălucirea începe să se estompeze, ceea ce indică faptul că sunt compuși din gheață pură și, prin urmare, se află la un nivel mai înalt.